# Floyd Simmons
Floyd Macon Simmons, Jr. (* 10. April 1923 in Charlotte, North Carolina; † 1. April 2008 ebenda) war ein US-amerikanischer Leichtathlet und zweifacher Olympiamedaillengewinner im Zehnkampf.
Simmons besuchte die University of North Carolina at Chapel Hill. Als Football-Spieler erwarb er sich dort den Spitznamen „Chunk“ (dt.: Brocken). Bekanntheit erlangte der vielseitige Athlet allerdings in erster Linie als Zehnkämpfer. Bei den Olympischen Spielen 1948 in London gewann er mit 6950 Punkten die Bronzemedaille hinter seinem Landsmann Bob Mathias (7139 Punkte) und dem Franzosen Ignace Heinrich (6974 Punkte). Vier Jahre später bei den Olympischen Spielen 1952 in Helsinki wiederholte er seine Platzierung mit 6788 Punkten. Bob Mathias überragte diesen Wettbewerb mit 7887 Punkten und siegte erneut. Milt Campbell komplettierte als Zweiter mit 6975 Punkten den US-amerikanischen Dreifachtriumph.
Nach seiner leistungssportlichen Laufbahn spielte Simmons ab 1956 einige meist kleinere Rollen in diversen Hollywood-Filmen, darunter die Verfilmung des Musicals South Pacific (1958) und zuletzt der Horrorfilm Das Gift des Bösen (1963). Während dieser Zeit freundete er sich mit dem jungen Clint Eastwood an. Später ließ sich Simmons in seiner Heimatstadt Charlotte nieder, wo er als Fotograf arbeitete. Zudem war er noch bis 2005 als Seniorensportler aktiv.